# رسم ساخر

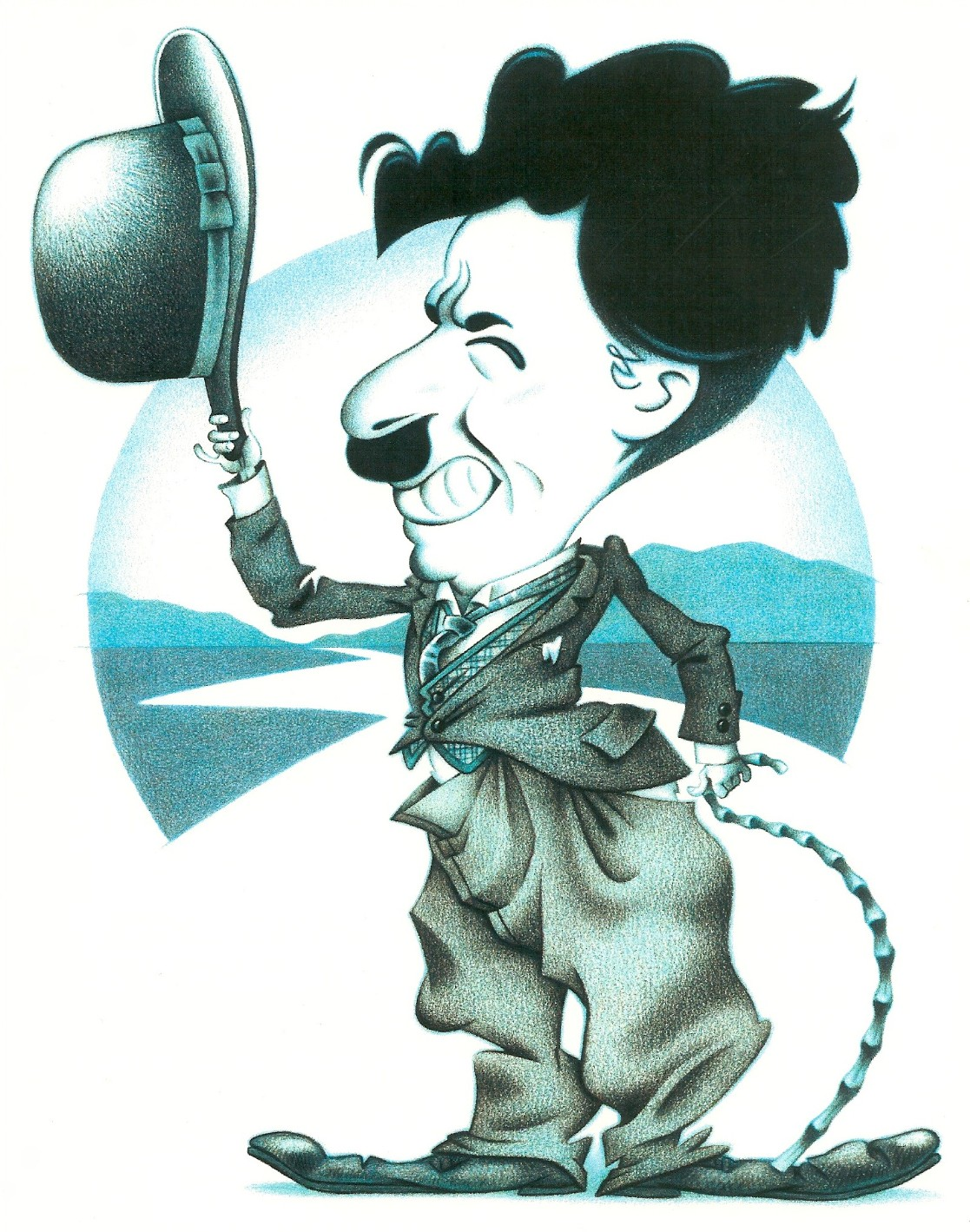
رسم ساخر للممثل شارلي شابلن

الرَّسْمُ السَّاخِرُ أو الرسم الهزلي (بالإيطالية: Caricatura)‏ وتُعرَّب كاريكاتور، هو تصوير يبالغ في إظهار خصائص أو نقائص شخص أو شيء ما، بهدف السخرية أو النقد الاجتماعي أو السياسي أو الفني أو غيره، وفن الرسوم الساخر له القدرة على النقد بما يفوق المقالات والتقارير الصحفية أحيانا.

## التسمية

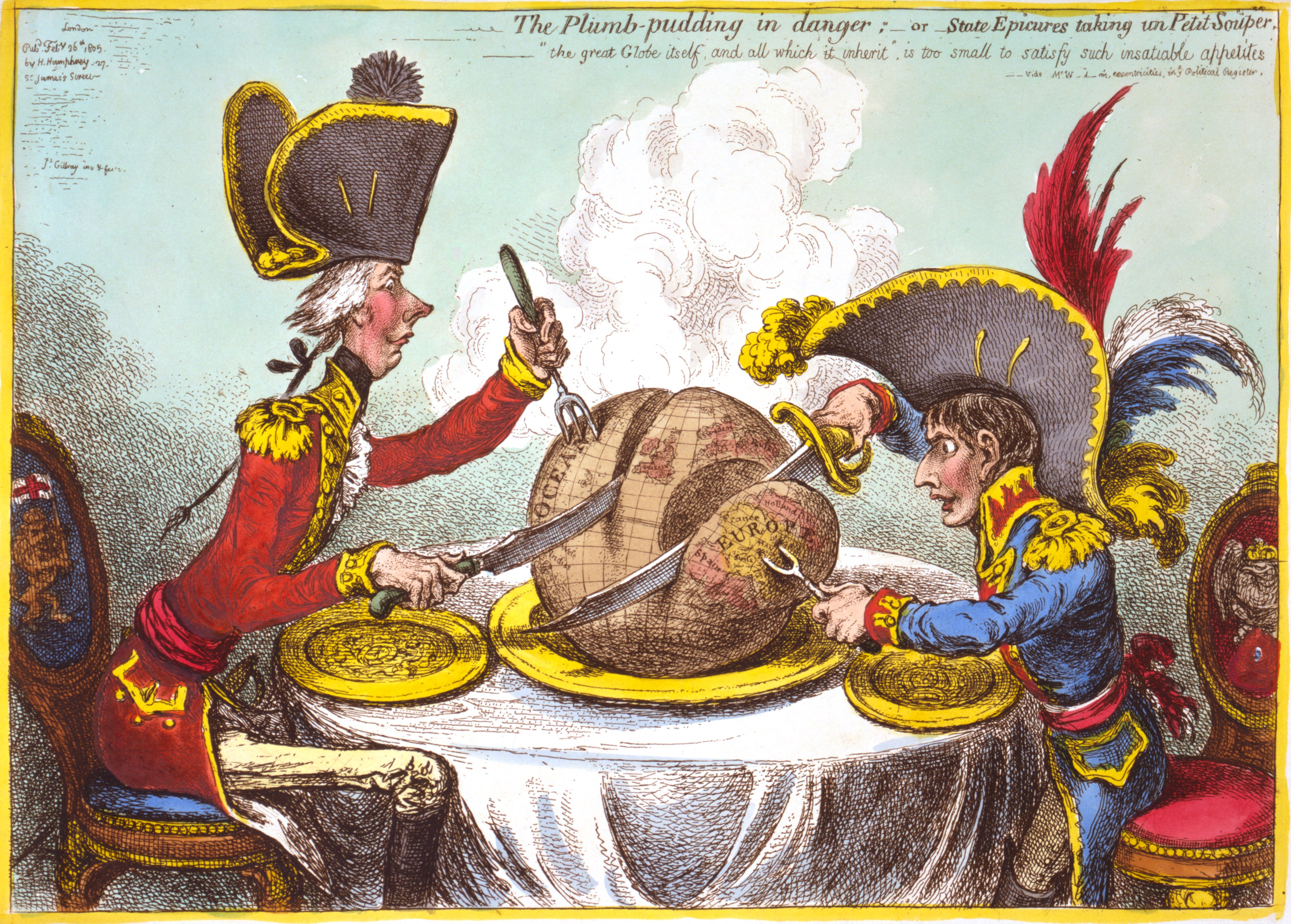
رسم ساخر سياسي شهير جداً يوضح اقتسام العالم بين بريطانيا وفرنسا، في الرسم يظهر ويليام بيت الأصغر، ونابليون الأول، الرسم عام 1805

في التأثيل الكاريكاتير اسم مشتق من الكلمة الإيطالية «كاريكير» (بالإيطالية: Caricare)‏، التي تعني «يبالغ، أو يحمَّل مالا يطيق»، والتي كان موسيني (Mousini) أول من استخدمها، سنة 1646. وفي القرن السابع عشر، كان جيان لورينزو برنيني (Gian Lorenzo Bernini) ، وهو مثّال ورسام كاركاتيري ماهر، أول من قدمها إلى المجتمع الفرنسي، حين ذهب إلى فرنسا، عام 1665.
وقد ازدهر فن الرسوم الساخرة في إيطاليا، فأبدع الفنانون الإيطاليون كثيراً من الأعمال الفنية. ومن أشهرهم تيتيانوس (1477-1576) ، الذي عمد إلى نسخ بعض الصور القديمة المشهورة، بإعادة تصويرها بأشكال مضحكة.

## لمحة تاريخية
ظهرت أول رسوم ساخرة مهمة في أوروبا خلال القرن السادس عشر الميلادي. وكان معظمها يهاجم إما البروتستانتيين وإما الرومان الكاثوليك خلال الثورة الدينية التي عرفت بحركة الإصلاح الديني. وأنجبت بريطانيا عددا من الرسامين الساخرين البارزين خلال القرنين الثامن عشر والتاسع عشر الميلاديين. وقد اشتهر وليام هوجارث برسوماته الساخرة التي انتقدت مختلف طبقات المجتمع الإنجليزي. وأبدع جورج كروك شانك، وجيمس جيلاري، وتوماس رولاندسون المئات من الرسوم الساخرة اللاذعة حول السياسة والحكومة في إنجلترا.

## الرسامون الساخرون
هناك العديد من الرسامون الساخرون العرب وغير العرب، ومن العرب يشتهر ناجي العلي، وأمية جحا، ومحمود عباس وغيرهم الكثير.

## حَوْسَبَة الكاريكاتير
وكانت هناك بعض الجهود لإنتاج الرسوم تلقائيا أو شبه تلقائيا باستخدام تقنيات رسومات الحاسوب. على سبيل المثال، النظام الذي اقترحه آكلمان Akleman وآخرون.
وهو نظام يوفر أدوات مصممة خصيصا لإنتاج رسوما ساخرة في وقت أسرع. هناك عدد قليل جدا من البرمجيات المصممة خصيصا لإنشاء الرسوم تلقائيا.
يتطلب نظام الرسم بالحاسوب مهارة تختلف قليلا بالمقارنة مع الصور الساخرة المرسومة علي الورق. وبالتالي فإن استخدام جهاز كمبيوتر في الإنتاج الرقمي للرسومات يتطلب معرفة متطورة بوظائف البرنامج. بدلا من أن تكون طريقة أبسط لرسم صورة ساخرة، يمكن أن يكون أكثر تعقيدا من رسم الصور التي تظهر بشكل ملون وأكثر جودة مما يمكن إنشاؤها باستخدام الأساليب التقليدية.
وكان حجر الزاوية في التعريف الرسمي للرسم الساخر في أطروحة الماجستير لسوزان برينان في عام 1982.
في نظامها تم إضفاء الطابع الرسمي للرسم الساخر تحت مسمي عملية المبالغة في الاختلافات أكثر من شكلها العادي. على سبيل المثال، إذا كان الأمير شارلز له أذنان أكثر وضوحا من الشخص العادي فسيكون في صورة ساخرة له أذنان أكبر بكثير من المعتاد. طبق نظام برينان هذه الفكرة بطريقة آلية جزئيا على النحو التالي: في المشغِّل يتطلب إدخال الرسم الجبهي للشخص المطلوب وجود طوبولوجيا موحدة أو مخطَّط موحد (عدد وترتيب خطوط لكل وجه) وثم حصلت على رسم مطابق للأصل لوجه ذكر عادي. ثم ببساطة رسمت الوجه المحدد عن طريق طرْح النقطة المطابقة له على وجهه الوسطي يعني (وضع الأصل في منتصف الوجه)، وتوسيع نطاق هذا الاختلاف باستخدام عامل أكبر من آخر وإضافة الفرق الذي تم إزالته على الوجه الوسطي.

## وصلات خارجية
- الموقع الرسمي لشبكة رسام الكاريكاتير - وهي رابطة غير ربحية تُعنى بالفن الكاريكاتيري. (بالإنجليزية)
- موقع بيت الكرتون
- Wittygraphy - شبكة تواصل اجتماعية مخصصة لمشاركة ونقاش وتشجيع فن الكاريكاتير. (بالإنجليزية)